# Comuna Tõstamaa
Tõstamaa este o comună (vald) din Comitatul Pärnu, Estonia. Cuprinde 20 localități (19 sate și un târgușor). Reședința comunei este târgușorul (nucleu urban) Tõstamaa.